# Рованьяте
Рованьяте (італ. Rovagnate) — колишній муніципалітет в Італії, у регіоні Ломбардія, провінція Лекко. З 27 січня 2015 року Рованьяте є частиною новоствореного муніципалітету Ла-Валетта-Бріанца.
Рованьяте розташоване на відстані близько 500 км на північний захід від Рима, 33 км на північний схід від Мілана, 14 км на південь від Лекко.
Населення — 2940 осіб (2014).
Покровитель — святий Юрій.

## Демографія
Населення за роками:

Станом на 31 грудня 2010 року в муніципалітеті офіційно проживали 272 іноземці з 27 країн, серед них 47 громадян країн Євросоюзу та 1 громадянин України.

## Сусідні муніципалітети
- Кастелло-ді-Бріанца
- Монтевеккія
- Ольджате-Мольгора
- Перего
- Санта-Марія-Ое
- Сірторі